# 321 î.Hr.

## Evenimente
- 321-185 î.Hr.: Imperiul Maurya. Stat în vechea Indie cu centrul în Pataliputra (Patna).

## Decese
- 12 octombrie: Demostene  (n. 384 î.Hr.)